# Zelotibia bicornuta
Zelotibia bicornuta är en spindelart som beskrevs av Anthony Russell-Smith och Murphy 2005. Zelotibia bicornuta ingår i släktet Zelotibia och familjen plattbuksspindlar.
Artens utbredningsområde är Tanzania. Inga underarter finns listade i Catalogue of Life.